# Aleurocanthus citriperdus
Aleurocanthus citriperdus es un hemíptero de la familia Aleyrodidae, con una subfamilia: Aleyrodinae. Fue descrita científicamente en 1916 por Quaintance & Baker.